# Spindasis apuleia
Spindasis apuleia är en fjärilsart som beskrevs av Gustaaf Hulstaert 1924. Spindasis apuleia ingår i släktet Spindasis och familjen juvelvingar. Inga underarter finns listade i Catalogue of Life.